# Francisco Javier Blasco y Medina
Francisco Javier Blasco y Medina (València, 1857 - València, juny de 1925) fou un compositor musical i pianista valencià.
El 1871 era deixeble del Conservatori de Madrid, en acabar els estudis s'instal·là a Alacant aconseguint la direcció de la Societat de Concerts i la plaça de professor de música de les Escoles d'Artesans.
Se li deuen diverses composicions de caràcter popular i el llibre Prontuario de instrumentación. El 1897 va publicar La música en Valéncia.